# Vladimír Jeřábek
Vladimír Jeřábek (* 25. února 1959 Most) je bývalý český hokejista (nejčastěji hrál na levém křídle) a trenér. Je odchovancem HC Most, od roku 1978 hrál za HC Verva Litvínov, kde strávil většinu kariéry kromě vojenské služby ve VTJ Vyškov a zahraničního angažmá v Itálii na začátku devadesátých letech (HC Fassa, SG Cortina, HC Merano). Odehrál za Litvínov patnáct sezón a nastoupil v 518 extraligových zápasech, v nichž si připsal 212 branek a 252 asistence. Čtyřikrát se stal vicemistrem (1978, 1984, 1991 a 1996). Je stříbrným medailistou z mistrovství světa juniorů v ledním hokeji 1979, odehrál také tři zápasy za seniorskou československou hokejovou reprezentaci. Hráčskou kariéru ukončil v roce 1997 a od té doby působí jako trenér, vedl týmy HC Vrchlabí, HC Kometa Brno, BK Mladá Boleslav a HC Verva Litvínov.